# Atrapat (pel·lícula de 2021)
Atrapat (títol original en alemany, Die Heimsuchung) és un telefilm alemany de 2021 dirigit per Stephan Rick, produïda per MOOVIE GmbH per a Das Erste en nom d'ARD-Degeto. Es tracta d'un thriller psicològic amb Kostja Ullmann en el paper principal com a investigador de l'Oficina Federal de la Policia Criminal (BKA) que ha de fer front a un trauma de la seva infància. Es va estrenar al Festival de Cinema de Múnic el 2021 i es va emetre per televisió per primera vegada en horari de màxima audiència el 25 de setembre de 2021. S'ha doblat al català per a TV3.
El rodatge va tenir lloc entre el 3 de novembre i el 3 de desembre de 2020 sota el títol provisional Die letzte Ernte a la zona dels voltants de Berlín, així com a Bad Doberan, a Wismar i a l'illa de Poel al mar Bàltic.
La primera emissió a Das Erste el 25 de setembre de 2021 va ser vista per 4,52 milions d'espectadors a Alemanya i va aconseguir una quota d'audiència de 17,7%.